# Maximilian Rossmann
Maximilian Rossmann (Halberstadt, Alemania, 6 de mayo de 1995) es un futbolista alemán que juega de defensa en el Kickers Offenbach de la Regionalliga Südwest.

## Clubes
| Club                   | País         | Año       |
| ---------------------- | ------------ | --------- |
| VfL Wolfsburgo II      | Alemania     | 2014-2016 |
| Alemannia Aachen       | Alemania     | 2016      |
| 1. FSV Maguncia 05 II  | Alemania     | 2016-2017 |
| Sportfreunde Lotte     | Alemania     | 2017-2018 |
| Heracles Almelo        | Países Bajos | 2018-2020 |
| F. C. Viktoria Colonia | Alemania     | 2020-2022 |
| Kickers Offenbach      | Alemania     | 2022-     |